# 弗里茨·谢潘
弗里茨·谢潘（波蘭語：Fritz Szepan，1907年9月2日—1974年12月14日），德国男子足球运动员，场上位置是前锋。他曾代表德国参加1934年和1938年国际足联世界杯，其中1934年世界杯获得季军。